# Kardynałowie z nominacji antypapieża Anakleta II
W ciągu niespełna ośmiu lat swego pontyfikatu Anaklet II (1130–1138) mianował kilkunastu kardynałów. W 1138 papież Innocenty II odmówił uznania tych promocji.
W nawiasach podane są okresy w jakich poszczególni kardynałowie sygnowali bulle Anakleta II. Pięciu pierwszych zostało mianowanych 22 lutego 1130, daty promocji pozostałych nie są znane.
1. Petrus, subdiakon S.R.E. — kardynał prezbiter S. Eusebio (24 kwietnia 1130), zm. 1130
2. Gregorius, primicerius S.R.E. — kardynał diakon S. Maria in Aquiro (27 marca 1130 – 24 kwietnia 1130)
3. Hermannus, subdiakon S.R.E. — kardynał diakon S. Angelo in Pescheria (27 marca 1130 – 21 marca 1137)
4. Silvius, subdiakon S.R.E. — kardynał diakon S. Lucia in Septisolio (27 marca 1130 – 21 marca 1137)
5. Romanus, subdiakon S.R.E. — kardynał diakon S. Adriano (28 listopada 1130 – 21 marca 1137)
6. Matthaeus, subdiakon S.R.E. — kardynał diakon Ss. Cosma e Damiano (8 lutego 1131), następnie  kardynał prezbiter Ss. Silvestro e Martino (21 października 1136)
7. Amatus — kardynał prezbiter S. Eusebio (14 września 1131 – 21 października 1136)
8. Rainaldus — kardynał diakon Ss. Vito e Modesto (14 września 1131)
9. Crescentius — kardynał prezbiter S. Apollinare (21 października 1136 – 21 marca 1137)
10. Johannes — kardynał biskup Porto (7 grudnia 1134 – 21 października 1136)
11. Johannes — kardynał biskup Palestriny (7 grudnia 1134)
12. Pandulfus, subdiakon S.R.E. — kardynał diakon Ss. Cosma e Damiano in Mica Aurea (8 lutego 1131 – 21 marca 1137)
13. Benedictus OSB, opat S. Pietro di Terra Maggiore — kardynał prezbiter Ss. IV Coronati (21 marca 1137)
14. Amatus — kardynał prezbiter S. Sabina (21 marca 1137)